# پادشاهی گوینز
پادشاهی گوینز (انگلیسی: Kingdom of Gwynedd)، پادشاهی است که پس از نابودی استان رومی بریتانیا تشکیل تا زمان حمله انگلستان به ولز در عهد ادوارد یکم ادامه یافت.